# Kallócserebogár
A kallócserebogár vagy csapó cserebogár (Polyphylla fullo) a rovarok (Insecta) osztályának bogarak (Coleoptera) rendjébe, ezen belül a mindenevő bogarak (Polyphaga) alrendjébe és a ganajtúrófélék (Scarabaeidae) családjába tartozó faj.

## Előfordulása
Észak-Afrikában és Európában honos, a leggyakoribb Közép- és Dél-Európában. Elterjedésének északi határa Svédország déli része, a keleti határ a Balkán és a Kaukázus.
Mindenütt laza, homokos talajú vidékeken él, elsősorban fenyvesek közelében.

## Megjelenése

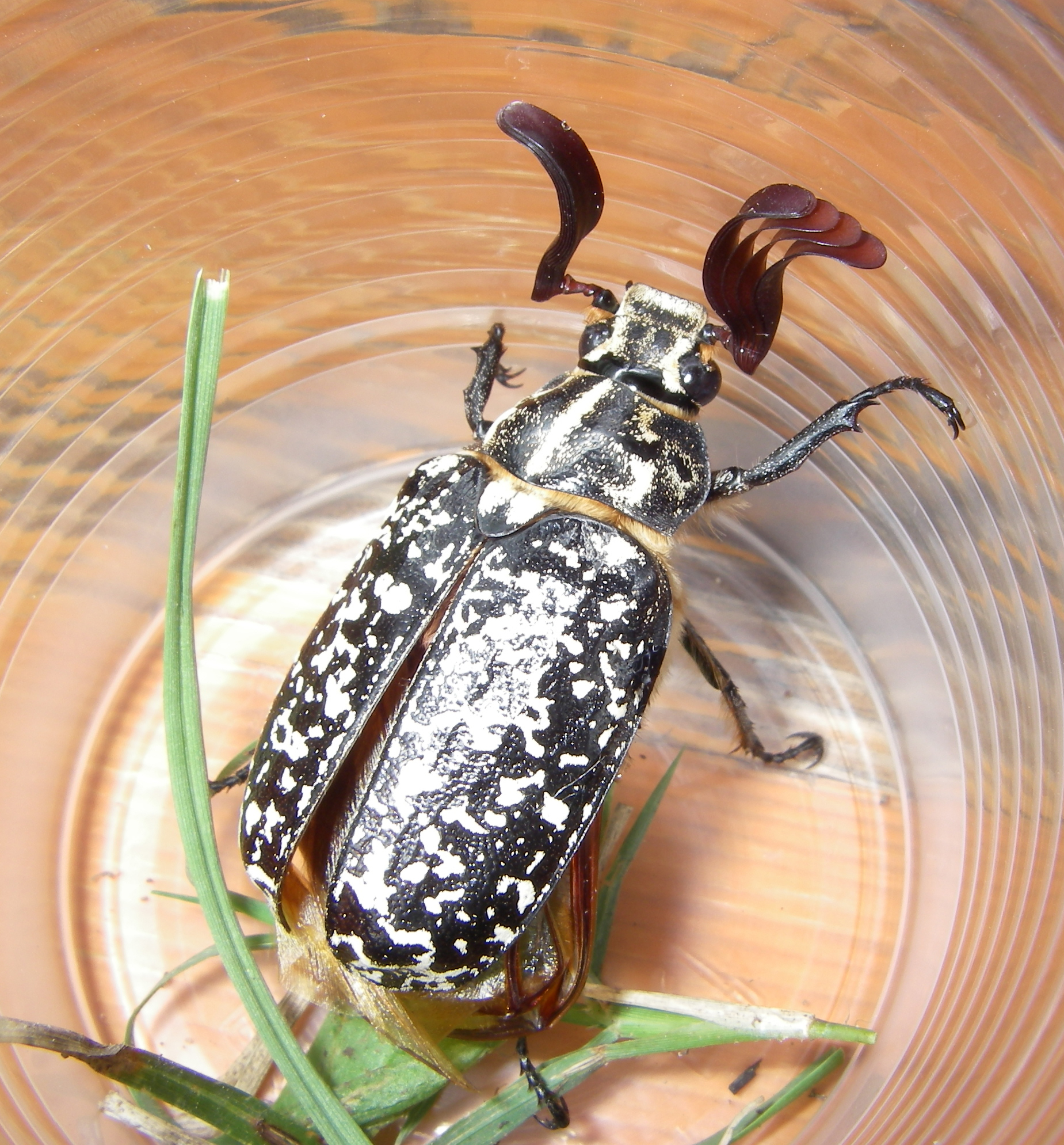
Hím egyed

Az imágó 3-3,5 centiméter hosszúságú. Alapszíne barna vagy fekete, felülete fényes, apró  fehéres pikkelyekből álló foltok díszítik, melyek könnyen ledörzsölhetők. A hím kisebb és karcsúbb, mint a nőstény, csápjának lemezei azonban szélesek és hosszúak.

## Életmódja
A kallócserebogár jellegzetessége, hogy csukott szárnyfedője alatt jól hallható cincogó hangot hallat, melyet szárnyának az utolsó potrohlemezhez való dörzsölésével idéz elő.

### Táplálkozássa
A petékből kikelő ifjú pajorok bármilyen növény gyökerét elfogyasztják, később erős rágóikkal már a keményebb fás részeket is elpusztítják. Szívesen fogyasztják a burgonya gumóit.
A kifejlett bogarak elsősorban a feketefenyő tűleveleivel táplálkoznak, de szükség esetén az erdeifenyő, vagy más lombos fák leveleit is fogyasztják.

### Kártétele
Károkat leginkább a pajorok okoznak, melyek táplálkozásuk során gyakran károsítják a szőlődugványok föld alatti részeit, gyümölcsfák gyökereit, burgonyatermést. Erős rágóikkal képesek az ujjnyi vastag gyökereket is átrágni.
Fenyvesek közelében az imágók is nagy károkat okozhatnak a fák lombjainak megkopasztásával.

## Szaporodása
A bogarak júniusi és júliusi estéken rajzanak. A hím egyedek mindig többen vannak a nőstényeknél és is előbb jelennek meg. A hímek repülnek, széles csápjaik segítségével keresik fel a talajon vagy fákon várakozó nőstényeket.
Az párzás után az érési táplálkozást követően a nőstények a talajba ássák magukat, majd 20-30-as csomókban helyezik el petéiket. Petéik viszonylag nagyok, fehér színűek, vízfelvétel során a többszörösükre duzzadnak. A pajorok legnagyobb alakjukban 6–8 centiméter hosszúak. Teljes fejlődésük 4 évig tart. Az utolsó év májusában a pajorok méteres mélységben elkészítik bábkamrájukat, bebábozódnak, majd bogárrá alakulnak. Azután, hogy a kimásznak a földből, kezdődik a rajzás, mely általában június végén, július elején következik be.